# Terrakotta
Terrakotta (italiensk: brændt jord) er uglaserede lervarer af finslæmmet masse, brændt ved en lav temperatur. I Grækenland fandtes 5—600 f.Kr. terrakottavaser med sorte figurer på gullig eller rødlig grund. Senere farvede figurer på sort grund. Fra samme tid findes vaser med hvid grund, som blev skabt ved en begitning af pibeler, dekorerede med figurer og ornamentik i farver.
Det 5. århundrede f.Kr. regnes for den græske vasekunsts kulmination. Foruden vaser, skåle og en mængde forskellige brugsgenstande skabtes statuetter dekoreret med farve. De stammer hovedsagelig fra Tanagra og Myrina, hvorefter de har deres navn. Terrakotta anvendtes også i Grækenland til skulpturelle, arkitektoniske prydelser på templerne.
Fra den første romerske kejsertid kom en mængde terrakotta – især olielamper. Omkring Kristi fødsel udførtes i Arezzo skåle af en sjælden kunstnerisk ynde. I renæssancen anvendtes terrakotta meget som arkitektoniske prydelser, særlig i Norditaliens byer som Bologna og Pistoia.
Terrakotta er et skørt materiale og er ikke meget efterspurgt, men anvendtes senest til kopier af Thorvaldsens og Bissens figurer. I moderne kunst har terrakotta fået en opblomstring (se billedet).